# Tonla
Tonla è una città e sottoprefettura della Costa d'Avorio appartenente al dipartimento di Oumé. Conta una popolazione di 37 205 abitanti (censimento 2014).